# Nerf thoracique
Les nerfs thoraciques sont les douze paires de nerfs spinaux qui émergent de la moelle spinale au niveau des sept vertèbres thoraciques. 
Ils sont notés T1 à T12. Ils émergent au-dessous des vertèbres thoraciques. 
Avant de se diviser en une branche antérieure et une branche postérieure, ils donnent un rameau communicant blanc et un rameau communicant gris. 

## Branche antérieure
Les branches antérieures des onze premiers nerfs thoraciques donnent les nerfs intercostaux qui passent entre les côtes.
La branche antérieure du douzième nerf thoracique donne le nerf subcostal.
Les branches antérieures des nerfs thoraciques se distinguent de celles des autres nerfs spinaux car elles ne forment pas de plexus nerveux, excepté celle du premier nerf thoracique qui contribue au plexus brachial. 

## Branche postérieure
Les branches postérieures fournissent les branches cutanées postérieures sensitives des régions intercostales.